# Luna Park (album)
Luna Park è un album degli Après La Classe pubblicato nel 2006 dalla On the road music factory.

## Tracce
1. La grande Mela – 5:21
2. L'era del fiore – 3:19
3. Et un été encore – 3:13
4. Vorrei sapere perché – 3:50
5. Non resterà niente – 3:40
6. Marie – 5:17
7. La luna cadrà – 3:19
8. Se spegni il Sole – 3:53
9. Perché trasmetti solo stress? – 4:03
10. Cerca lo scrigno – 4:17
11. I pirati neri e... – 3:14
12. La leggenda dell'oro – 4:45